# Бассоль-Оле
Бассоль-Оле́ (фр. Bassoles-Aulers) — коммуна во Франции, находится в регионе Пикардия. Департамент коммуны — Эна. Входит в состав кантона Лан-1. Округ коммуны — Лан.
Код INSEE коммуны — 02052.

## Население
Население коммуны на 2010 год составляло 132 человека.
| 1962 | 1968 | 1975 | 1982 | 1990 | 1999 | 2010 |
| ---- | ---- | ---- | ---- | ---- | ---- | ---- |
| 150  | 157  | 140  | 146  | 121  | 144  | 132  |

## Экономика
В 2010 году среди 87 человек трудоспособного возраста (15—64 лет) 57 были экономически активными, 30 — неактивными (показатель активности — 65,5 %, в 1999 году было 67,4 %). Из 57 активных жителей работали 50 человек (24 мужчины и 26 женщин), безработных было 7 (3 мужчин и 4 женщины). Среди 30 неактивных 10 человек были учениками или студентами, 9 — пенсионерами, 11 были неактивными по другим причинам.